# Karl av Preussen
Prins Karl av Preussen, född 29 juni 1801 och död 21 januari 1883, var en prins av Preussen. 

## Biografi
Prins Karl var en yngre son till kung Fredrik Vilhelm III av Preussen och hans maka, Louise av Mecklenburg-Strelitz. Prins Karl var det femte barnet i syskonskaran.
Gift på Charlottenburgs slott utanför Berlin, 26 maj 1827 med Marie av Sachsen-Weimar (1808-1877), svägerska till brodern, senare kejsar Vilhelm I.
Han hade sitt vinterresidens i det tidigare ordenspalatset, Prinz-Karl-Palais vid Wilhelmplatz i centrala Berlin, den byggnad som under Nazityskland sedermera blev Reichsministerium für Volksaufklärung und Propaganda. Han lät också bygga ut Schloss Glienicke utanför Berlin till sitt sommarresidens. 
Prins Karl var en storsamlare av konst och vapen av alla slag. Hans slott i Berlin sägs ha varit fyllt till bristningsgränsen av båda sorterna.

## Barn
1. Fredrik Karl av Preussen (1828-1885), gift med Maria Anna av Anhalt-Dessau
2. Marie Luise av Preussen (1829-1901), gift 1853 med Alexis av Hessen-Philipsthal-Barchfeld (skilda 1861)
3. Anna av Preussen (1836-1918), gift 1853 med Fredrik Wilhelm av Hessen-Kassel